# 藤和彦
藤 和彦（ふじ かずひこ、1960年 - ）は、日本の通産・経産官僚、研究者。経済産業研究所（RIETI）コンサルティングフェロー。

## 略歴
愛知県名古屋市生まれ。1984年早稲田大学法学部卒業、通商産業省（現・経済産業省）入省後、エネルギー政策などの分野に携わる。1991年ドイツ留学（JETRO研修生）、1996年警察庁へ出向（岩手県警警務部長）、1998年石油公団へ出向（備蓄計画課長、総務課長）。
2003年、内閣官房出向、内閣情報調査室内閣参事官。2011年、公益財団法人世界平和研究所（中曽根研究所）出向、同主任研究員。2016年から独立行政法人経済産業研究所上席研究員。

## 著書
- 『生活大国ドイツの幻影 日本がモデルとすべき点は何か』金融財政事情研究会 1993
- 『よみがえれ!中小企業 デジタルディバイドなんかこわくない』2001 平凡社新書
- 『石油神話 時代は天然ガスへ』2001 文春新書
- 『石油神話』2001 (文春新書)
- 『賢く使え、経済統計』2002 光文社新書
- 『子どもが自立する 起業体験プログラムの可能性』英治出版 2002
- 『世話焼き官僚の「中小企業よ、攻めの経営に徹しなさい」』ウェッジ 2003
- 『我が子を起業家にする方法 親子で考える経済・マネー入門』経済界 2003
- 『ものづくり中小企業の勝ち残り戦略 22の事例に学ぶ』TKC出版 2004
- 『石油を読む 地政学的発想を超えて』日本経済新聞社(日経文庫)　2005
- 『子どもが自立する 起業体験プログラムの可能性』英治出版 2006
- 『日露エネルギー同盟』エネルギーフォーラム新書 2013
- 『シェール革命の正体 ロシアの天然ガスが日本を救う』PHP研究所 2013
- 『原油暴落で変わる世界』日本経済新聞出版社 2015
- 『国益から見たロシア入門 知られざる親日大国はアジアをめざす』2017 PHP新書

### 共著
- 『21世紀のエネルギーベストミックス 天然ガスベースの分散型複合システム』石井彰共著 ぎょうせい 2002
- 『世界を動かす石油戦略』石井彰共著 2003 ちくま新書
- 角田史雄『次の「震度7」はどこか! 熊本地震の真相は「熱移送」』聞き手 PHP研究所 2016